# FC Netezonen Eindhout
FC Netezonen Eindhout is een Belgische voetbalclub uit Laakdal, in deelgemeente Eindhout.  De club is aangesloten bij de KBVB en heeft stamnummer 2868. Blauw en wit zijn de officiële kleuren van de ploeg. De club heeft circa tweehonderdvijftig spelende leden.

## Geschiedenis
Bij het ontstaan in 1925 kreeg de club de naam 'De Verenigde Vrienden' mee. Begin jaren dertig (1933 - 1934) veranderde dit in Nethezonen. Deze naam is te danken aan de rivier de Nethe, die in de buurt van het toenmalige voetbalveld stroomde. De voetballers zijn dus "de zonen van de Nethe". In de loop van de jaren zestig verdween de letter "h" uit de naam, als gevolg van een spellingsvereenvoudiging. Sindsdien luidt de clubnaam FC Netezonen.
Van 1925 tot 1965 speelde de ploeg langs de Oude Veerlebaan op grond van de familie Aerts. In 1965 werd een nieuw terrein aangelegd op gehuurde grond van de gemeente Laakdal. Ook kwam er een eigen kantine. In 1996 verhuisde men naar de huidige infrastructuur aan de Rundershoek. 
In 2022 werd een beslissing genomen over de staat van het veld. De terreinen aan de Rundershoek kampten vaak met wateroverlast en waren regelmatig onbespeelbaar. Tegen het seizoen 2022-2023 kan de club beschikken over een kunstgrasveld. Men beschikt reeds over een kunstgrasveld (2023).